# Постников, Валерий Викторович
Вале́рий Ви́кторович По́стников (19 июля 1945, Ставрополь — 3 февраля 2016, Магнитогорск, Челябинская область) — советский и российский хоккеист и тренер по хоккею с шайбой. Заслуженный тренер России (1992).

## Биография
Воспитанник горьковского хоккея. Завершил карьеру хоккеиста в 24 года из-за травмы.
Выпускник Челябинского института физкультуры.
В 25 лет стал главным тренером магнитогорского «Металлурга». В 1973 году команда выиграла чемпионат области, в 1974 году заняла второе место в финальном турнире первенства РСФСР и вышла в класс «Б» чемпионата СССР. В 1981 году «Металлург» стал победителем класса «Б» и вышел во вторую лигу класса «А», в 1990 году занял первое место в Восточной зоне второй лиги и вышел в первую лигу, в 1992 году стал сильнейшей командой первой лиги чемпионата СНГ.
В Межнациональной хоккейной лиге «Металлург» под руководством Валерия Постникова выступал с сентября 1992 по октябрь 1996 года. В 1995 году команда завоевала бронзовые медали чемпионата страны, в 1996 — вышла в финал Кубка страны. Всего под руководством Постникова хоккейная команда Магнитогорска провела 1016 матчей в чемпионатах страны, 12 — в Кубках страны, 4 — в Кубке ИИХФ (данные до возвращения в команду в 2007/2008 годах).
В 1979 работал начальником магнитогорской футбольной команды «Металлург». Также руководителем аналитического центра и главным менеджером «Магнитки».
Кроме «Металлурга» Постников возглавлял:
- молодёжную команду клуба «Трактор» (Челябинск) в 1976—1978 гг.
- «Металлист» (Петропавловск) в 1978—1979 гг.
- «Молот-Прикамье» (Пермь) в 1997—1999, 2002—2004 гг.
- «Лада» (Тольятти) в 1999—2001 гг.

Скончался 3 февраля 2016 года. Похоронен на Правобережном кладбище Магнитогорска.
Сын Виктор также хоккеист и тренер.